# Alfonso Bartoli
Alfonso Bartoli (Foligno, 1º gennaio 1874 – Roma, 26 gennaio 1957) è stato un archeologo e politico italiano.

## Biografia
Era figlio di Cherubino Bartoli. Sposò Pia Carini, ultima figlia del garibaldino palermitano Giacinto e sorella di Isidoro, sacerdote, paleografo e primo docente della Scuola vaticana di paleografia diplomatica e archivistica. La sorella di Alfonso Bartoli, Maria, sposò Alfonso Battelli: sono i genitori di Giulio Battelli, paleografo e professore universitario. Laureato in lettere e filosofia all'Università di Roma La Sapienza, dove ha studiato tra gli altri con Rodolfo Lanciani, nel 1904 vince un concorso pubblico ed entra nella Soprintendenza alle antichità e belle arti di Roma. Nel 1911 è nominato ispettore degli scavi del Foro Romano e del Palatino, all'epoca diretto dal professor Giacomo Boni, archeologo di fama cui si devono la scoperta del Lapis niger, della Regia, del Lacus Curtius, della necropoli arcaica presso il tempio di Antonino e Faustina e della chiesa di Santa Maria Antiqua. Ne assume la direzione alla morte di Boni, nel 1925, e rifiuta per tre volte la promozione a soprintendente per non staccarsi da questa zona monumentale. Lo diventa giocoforza quando, nel 1928, una riorganizzazione del settore eleva la direzione per il Foro Romano e il Palatino a Soprintendenza.
Nel 1915, due anni dopo l'organizzazione di una mostra sul tema a Castel Sant'Angelo, ottiene la libera docenza in topografia all'Università di Roma, di cui è titolare di cattedra il prof. Rodolfo Lanciani, rimanendo attivo nell'insegnamento fino al 1929 come aggregato, per altri dieci anni come titolare al posto del Lanciani nel frattempo deceduto.
La sua attività non è stata solo finalizzata agli scavi e a recupero e restauro di monumenti riportati alla luce ma anche ad una profonda ricerca storica, specie nella continuità tra il potere imperiale e quello temporale. Attraverso gli scavi del palazzo di Augusto, ad esempio, ha dimostrato la continuità del suo utilizzo fino ed oltre al passaggio da proprietà imperiale al possesso pontificio nell'VIII secolo. Gli scavi attorno alla Curia Iulia hanno invece permesso di scoprire e studiare una serie di iscrizioni che documentano come la fine del Senato romano non risalisse - come allora si credeva - al IV secolo ma sia durata fino al 1145. Il restauro dell'edificio, attuato mediante la sconsacrazione della Chiesa di Sant'Adriano al Foro Romano in cui era stato trasformato, è stato inaugurato per sua decisione con una riunione del Senato del Regno nella sala riportata alla disposizione originaria dei seggi.
Del tutto disinteressato all'attività politica accetta la tessera del partito fascista soltanto nel 1932 anche se, scrive nella sua memoria difensiva, "non feci mai distinzione nel mio numeroso personale del mio ufficio (circa 150 persone normalmente, adesso 80) fra iscritti e non iscritti; anzi, contro il divieto assunsi anche operai non iscritti". Dopo l'8 settembre rifiuta di prestare giuramento alla Repubblica Sociale Italiana. Viene nominato senatore a vita come i suoi due predecessori nella categoria 20 (Coloro che con servizi o meriti eminenti avranno illustrata la Patria). e pur non avendo mai svolto attività favorevoli al partito o alla guerra viene dichiarato decaduto con sentenza dell'Alta Corte di Giustizia per le Sanzioni contro il Fascismo del 30 ottobre 1944, confermata dalla Cassazione l'8 luglio 1948.
Come tutti gli urbanisti e gli archeologi attivi negli anni del fascismo anche Bartoli paga il prezzo delle scelte che hanno distrutto una parte non indifferente del patrimonio storico e archeologico di Roma. "La Roma di Mussolini gronda lacrime e sangue", scrive in proposito Quinto Tosatti, primo presidente post-fascista dell'Istituto nazionale di studi romani e senatore democristiano, "avendo subito compreso la debolezza e la megalomania dell'uomo, fu una gara nel proporre sempre nuove forme di adulazione; chiunque aveva da varare qualche grosso affare edilizio, o da captare prebende ed onori, non aveva che da suggerire le più strampalate riesumazioni e ricostruzioni imperiali". Nel commemorare la sua figura al Senato Giulio Andreotti lo inserisce invece "fra i benemeriti della restituzione in valore di ciò che di più bello vi è nella tradizione della nostra città di Roma. Era veramente un uomo di studio, di gusto artistico non comune ed una di quelle distaccate figure alle quali spetta il merito di aver fatto ciò che di più serio è stato compiuto per rendere la nostra capitale veramente degna delle proprie tradizioni e della propria missione".

## Opere
- Domus Aurea" nella topografia medievale di Roma - Rendiconto dell'Accademia nazionale dei Lincei, classe di scienze morali, storia e filosofia, s. 5, XVIII (1909), pag. 224-230
- Avanzi di fortificazioni medievali del Palatino - Rendiconto dell'Accademia nazionale dei Lincei, classe di scienze morali, storia e filosofia, s. 5, XVIII (1909), pag. 527-539
- Per la conservazione di alcune memorie medievali comprese nella "Passeggiata Archeologica - Rendiconto dell'Accademia nazionale dei Lincei, classe di scienze morali, storia e filosofia, s. 5, XVIII (1909), pag. 540-552;
- Ultime vicende e trasformazione cristiana della Basilica Emilia - Rendiconto dell'Accademia nazionale dei Lincei, classe di scienze morali, storia e filosofia, s. 5, XXI (1912), pp. 758–766
- Il Chartularium del Palatino - Rendiconto dell'Accademia nazionale dei Lincei, classe di scienze morali, storia e filosofia, s. 5, XXI (1912), Pag. 767-72
- Il tempio di Antonino e Faustina - Monumenti Antichi Lincei, XXIII (19, 4), pp. 949–974
- Gli Horrea Agrippiana e la diaconia di s. Teodoro - Monumenti Antichi Lincei, XXIII (19, 4), Pag. 374-402
- La recinzione meridionale del Foro Traiano,in Memorie della Pontificia Accademia Romana di Archeologia, s. 3, 1, 2 (1924), Pag. 177-191.
- I lavori della Curia, Roma 1938
- Il Senato romano in onore di Ezio - Rendiconto della Pontificia Accademia Romana di archeologia, s. 3, XXII (1946-47), Pag. 267-273
- La statua porfiretica della Curia,in Notizie degli scavi di antichità, s. 8, 1 (1947), Pag. pp. 85–100
- Il culto della Mater Deum Magna Idaea e di Venere Genitrice sul Palatino - Memorie della Pontificia Accademia Romana di Archeologia, s. 3-, VI, 2 (1947), pp. 229–239
- L'ultimo relitto dell'archivio imperiale sul Palatino - Rendiconto della Pontificia Accademia Romana di archeologia, s. 3, XXIII-XXIV (1947-49), Pag. 269-275
- L'acropoli di Ferentino, in Bollettino d'arte, XXXIV (1949), Pag. 293-306
- Ferentinum, Ferentinuni Novum, Ferentinum Maius - Rendiconto della Pontificia Accademia Romana di archeologia, s. 3, XXV-XXVI (1949-1951), Pag. 153-156
- Lavori nella sede del Senato romano al tempo di Teodorico - Bollettino della Commissione archeologica comunale di Roma, LXXIII (1949-50, pubblicato nel 1952), Pag. 77 e seguenti.
- Il fregio figurato della Basilica Emilia - Bollettino d'arte, XXXV (1950), Pag. 289-294
- Ricordi di Elagabalo nella sede del Senato romano - Rendiconto della Pontificia Accademia Romana di archeologia, s. 3, XXVII (1951-54), Pag. 47-54
- Ferentino: ricerche epigrafiche e topografiche - Rendiconto della Pontificia Accademia Romana di archeologia, s. 8, IX (1954), pp. 470–605
- Tracce di culti orientali sul Palatino imperiale - Rendiconto della Pontificia Accademia Romana di archeologia, s. 3, XXIX (1956-57), pp. 13–49.[6]